# ای‌بی‌ایکس ایر
ای‌بی‌ایکس ایر (به انگلیسی: ABX Air) یک شرکت هواپیمایی با کد یاتا GB است که در تاریخ ۱۹۸۰ میلادی تأسیس شده‌است.
دفتر مرکزی ای‌بی‌ایکس ایر در محله هوایی ایربرن واقع شده‌است و به ۱۸۳ مقصد، پرواز مستقیم انجام می‌دهد.